# Джибо (департамент)
Джибо (фр. Djibo) — департамент в провинции Сум, область Сахель, Буркина-Фасо. Население — 60 042 человек (2012).
В состав департамента входит административный центр город Джибо (он, в свою очередь разделён на 9 районов) и 23 деревни.